# Mari Jata II
Mari Jata II, död 1374, var en afrikansk härskare. Han var mansa, monark, i Maliriket mellan cirka 1360 och 1374.